# El Paso Natural Gas
El Paso Natural Gas (EPNG) pipeline – розгалужена трубопровідна мережа на південному заході США , яка пов’язує райони видобутку природного газу в Техасі та Нью-Мексико зі споживачами в цих штатах, а також в Аризоні та Каліфорнії.

## Історія
Мережа EPNG почала розвиватись ще до Другої Світової війни. Перший її трубопровід довжиною 204 милі та діаметром 400 мм збудували в 1929 році для постачання газу родовищ басейну Перміан із Giles (Нью-Мексико) до техаського міста Ель-Пасо. В наступні роки трубопровід продовжили на 125 миль у протилежному напрямку до Дугласу в Аризоні, а в 1934 році він досяг Фініксу (так само Аризона), подолавши ще 220 миль.
Після перерви в роки Другої Світової війни, коли не було можливості придбати необхідні для будівництва газопроводів сталеві труби, розвиток системи продовжився. Так, у 1947 році вона досягла Каліфорнії, розпочавши поставки до мережі місцевої Southern California Gas Company. А з 1951-го EPNG міг постачати блакитне паливо для всього штату завдяки угоді з другою потужною месцевою системою Pacific Gas & Electric Company (надалі змінила назву на California Gas Transmission Company). Додатковий ресурс отримали з басейну Сан-Хуан на півночі Нью-Мексико, що започаткувало створення другої, північної, частини системи EPNG.
Протягом своєї тривалої історії EPNG пройшов через численні модернізації. Зокрема, в середині 1990-х організували бідирекціональний рух між басейном Сан-Хуан та Техасом. Тоді ж у складі системи вперше використали труби діаметром 1050 мм.
Окрім продукції звичайних газових родовищ, для наповнення трубопроводу El Paso використовують й інші джерела. Так, в кінці 1980-х в басейні Сан-Хуан почали активно видобувати метан вугільних пластів. А на початку 21 століття до нього додався «сланцевий газ».

## Сучасний стан
Станом на середину 2010-х років система El Paso Natural Gas досягла максимальної потужності біля 50 млрд.м3 на рік у західному напрямку (крім того, існують можливості з прокачування до 8 млрд.м3 на рік за другорядними напрямками). Загальна довжина системи, включаючи численні відгалуження, становить 10235 миль.
У її складі можна виділити дві основні частини:
- північний маршрут, що пролягає від потужного газопромислового району на стику Техасу та Нью-Мексико (ГПЗ Monument, ГПЗ Eunice південніше Хоббз) на північний захід до газового хабу Бланко (басейн Сан-Хуан) і далі на захід до Topock на кордоні з Каліфорнією; 
- південний маршрут (з якого колись і розпочалась система), який прямує від того ж газопромислового району біля Хоббз до Ель-Пасо і далі уздовж кордону з Мексикою через Фінікс до компресорної станції Ehrenberg на межі Аризони та Каліфорнії.
Ці основні частини з’єднані через компресорну станцію Plains на сході та дві перемички на заході в районі Фініксу та каліфорнійського кордону. 
Також існує суттєве відгалуження від компресорної станції Plains на північ Техасу до Думас і далі на схід в Оклахому, яке забезпечує доступ до ресурсів басейну Анадарко, де під час «сланцевої революції» почалась активна розробка формації Коне-Вудфорд (відзначимо, що у вихідному для системи El Paso басейні Перміан розробляється сланцева формація Барнетт-Вудфорд). А через згаданий вище газовий хаб Бланко, до якого підведений трубопровід TransColorado, створений зв’язок з розташованими північніше басейнами Скелястих гір.
При цьому, хоча історично розвиток системи був націлений на поставки до Каліфорнії, вона також має можливість передавати ресурс через численні інтерконектори до регіонів Мексиканської затоки, Середнього Заходу та Сходу США.
На зхідному ж напрямку можна гадати про трубопровід Mojave, який створює сполучення з системою Kern River Gas Transmission, та зв’язок із мексиканською ГТС по інтерконектору North Baja pipeline.